# Italian Football League 2012
L'Italian Football League 2012 è  la 5ª edizione del campionato di football americano organizzato dalla IFL. La stagione è iniziata il 26 febbraio ed è terminata con la disputa del V Italian Superbowl il 7 luglio 2012, a Varese.

## Squadre partecipanti
| Club               | Città                 | Stadio                                             | Sponsor ufficiale | Risultato nella stagione 2011   |
| ------------------ | --------------------- | -------------------------------------------------- | ----------------- | ------------------------------- |
| Daemons Martesana  | Cernusco sul Naviglio | Stadio Gaetano Scirea                              |                   | Semifinale LENAF                |
| Dolphins Ancona    | Ancona                | Stadio Giuliani                                    | Energy Building   | 5º posto in regular season IFL  |
| Doves Bologna      | Bologna               | Centro sportivo "Giorgio Bernardi"                 | Elmo              | 10º posto in regular season IFL |
| Elephants Catania  | Catania               | Campo Sportivo CUS Catania                         |                   | Semifinale IFL                  |
| Giants Bolzano     | Bolzano               | Stadio Europa                                      |                   | 8º posto in regular season IFL  |
| Hogs Reggio Emilia | Reggio Emilia         | Stadio Andrea Torelli (Scandiano)                  |                   | Semifinale IFL                  |
| Lions Bergamo      | Bergamo               | Stadio Comunale (Azzano San Paolo)                 |                   | Vincitori LENAF                 |
| Marines Lazio      | Roma                  | Stadio Giannattasio (Stella Polare)                | MisterSex         | 9º posto in regular season IFL  |
| Panthers Parma     | Parma                 | Stadio XXV Aprile                                  |                   | Vincitori IFL                   |
| Rhinos Milano      | Milano                | Velodromo Maspes-Vigorelli                         | Sampla Belting    | 6º posto in regular season IFL  |
| Seamen Milano      | Milano                | Velodromo Maspes-Vigorelli                         |                   | 7º posto in regular season IFL  |
| Warriors Bologna   | Bologna               | Alfheim Field – Centro sportivo "Giorgio Bernardi" |                   | 2º posto in IFL                 |

## Head coach
| Club               | Head coach                 | In carica da    |
| ------------------ | -------------------------- | --------------- |
| Daemons Martesana  | Andrea Vecchi              | gennaio 2011    |
| Dolphins Ancona    | Roberto Rotelli            | 3 maggio 2012   |
| Doves Bologna      | Marco Panichi              |                 |
| Elephants Catania  | Jag Bal                    | 29 gennaio 2012 |
| Giants Bolzano     | Argeo Tisma                |                 |
| Hogs Reggio Emilia | Luca Cattini               |                 |
| Lions Bergamo      |                            |                 |
| Marines Lazio      | Tony Monza                 | giugno 2011     |
| Panthers Parma     | Andrew Papoccia            | 2009            |
| Rhinos Milano      | Roberto D'Ambrosio         |                 |
| Seamen Milano      | Paolo Mutti                | 6 aprile 2012   |
| Warriors Bologna   | Antonino "Tony" Mangiafico |                 |

### Allenatori deceduti, esonerati, dimessi e subentrati
- Seamen Milano: deceduto Joe Avezzano (il 5 aprile 2012[1]) – subentrato Paolo Mutti (il 6 aprile 2012 (dalla 6ª).
- Lions Bergamo: dimesso Luca Lorandi (il 16 aprile 2012, dimissioni accettate il 18 aprile[2]).
- Dolphins Ancona: dimesso Gianluigi Luchena (il 3 maggio 2012[3]) – subentrato Roberto Rotelli (dal recupero della 2ª).

## Stagione regolare

### Calendario

#### 1ª giornata (Kickoff classic)
| Parma 26 febbraio 2012, ore 15:00 CEST | Panthers Parma | 20 – 13 (6-0 7-0 7-7 0-6) referto | Warriors Bologna | Stadio XXV Aprile (1200 spett.)\| Arbitro: \| Tansini \| |
| Arbitro:                               | Tansini        |                                   |                  |                                                          |

#### 2ª giornata
| Milano 3 marzo 2012, ore 18:00 CEST | Rhinos Milano | 14 – 20 (d.t.s.) (6-6 2-0 0-0 6-8 0-6OT) referto | Hogs Reggio Emilia | Velodromo Maspes-Vigorelli, via Arona 19 (750 spett.) |

| Bologna 3 marzo 2012, ore 21:00 CEST | Warriors Bologna | 40 – 26 (7-0 14-6 13-6 0-14) [http://www.fidaf.org/Public/statistiche/A12/A1201567.htm referto] | Seamen Milano | Alfheim Field – Centro sportivo "Giorgio Bernardi" (900 spett.)\| Arbitro: \| Landini \| |
| Arbitro:                             | Landini          |                                                                                                 |               |                                                                                          |

| Catania 6 maggio 2012, ore 14:00 CEST | Elephants Catania | 44 – 24 | Daemons Martesana | C.S. CUS Catania, via Santa Sofia |

| Azzano San Paolo 4 marzo 2012, ore 14:30 CEST | Lions Bergamo | 48 – 13 (20-0 21-6 7-0 0-7) referto | Marines Lazio | Stadio Comunale, via Stezzano 33 (500 spett.)\| Arbitro: \| Sala \| |
| Arbitro:                                      | Sala          |                                     |               |                                                                     |

| Ancona 6 maggio 2012, ore 15:30 CEST | Dolphins Ancona | 62 – 14 | Doves Bologna | Stadio Giuliani, via Esino |

| Parma 4 marzo 2012, ore 15:00 CEST | Panthers Parma | 21 – 27 (7-6 0-8 0-7 14-6) referto | Giants Bolzano | Stadio XXV Aprile (600 spett.)\| Arbitro: \| Tansini \| |
| Arbitro:                           | Tansini        |                                    |                |                                                         |

#### 3ª giornata
| Milano 10 marzo 2012, ore 18:00 CEST | Seamen Milano | 35 – 51 | Elephants Catania | Velodromo Maspes-Vigorelli, via Arona 19 |

| Bologna 10 marzo 2012, ore 21:00 CEST | Doves Bologna | 20 – 56 | Hogs Reggio Emilia | Centro sportivo "Giorgio Bernardi" |

| Cernusco sul Naviglio 10 marzo 2012, ore 21:00 CEST | Daemons Martesana | 26 – 48 | Warriors Bologna | Stadio Gaetano Scirea, via Buonarroti |

| Bolzano 11 marzo 2012, ore 14:30 CEST | Giants Bolzano | 6 – 20 | Rhinos Milano | Stadio Europa, via Resia 1 |

| Ancona 11 marzo 2012, ore 15:30 CEST | Dolphins Ancona | 56 – 28 | Lions Bergamo | Stadio Giuliani, via Esino |

| Ostia Lido 11 marzo 2012, ore 16:00 CEST | Marines Lazio | 12 – 22 | Panthers Parma | Stadio P. Giannattasio, via Mar Arabico |

#### 4ª giornata
| Milano 17 marzo 2012, ore 18:00 CEST | Rhinos Milano | 46 – 30 | Marines Lazio | Velodromo Maspes-Vigorelli, via Arona 19 |

| Bologna 17 marzo 2012, ore 21:00 CEST | Warriors Bologna | 34 – 28 | Hogs Reggio Emilia | Alfheim Field – Centro sportivo "Giorgio Bernardi" |

| Cernusco sul Naviglio 17 marzo 2012, ore 21:00 CEST | Daemons Martesana | 40 – 0 | Doves Bologna | Stadio Gaetano Scirea, via Buonarroti |

| Catania 18 marzo 2012, ore 14:00 CEST | Elephants Catania | 27 – 37 | Dolphins Ancona | C.S. CUS Catania, via Santa Sofia |

| Azzano San Paolo 18 marzo 2012, ore 14:30 CEST | Lions Bergamo | 14 – 21 | Giants Bolzano | Stadio Comunale, via Stezzano 33 |

| Parma 18 marzo 2012, ore 15:00 CEST | Panthers Parma | 52 – 14 | Seamen Milano | Stadio XXV Aprile |

#### 5ª giornata
| Milano 31 marzo 2012, ore 18:00 CEST | Seamen Milano | 33 – 34 | Rhinos Milano | Velodromo Maspes-Vigorelli, via Arona 19 |

| Bologna 1º aprile 2012, ore 14:30 CEST | Doves Bologna | 14 – 55 | Elephants Catania | Centro sportivo "Giorgio Bernardi" |

| Bolzano 1º aprile 2012, ore 14:30 CEST | Giants Bolzano | 20 – 21 | Warriors Bologna | Stadio Europa, via Resia 1 |

| Azzano San Paolo 1º aprile 2012, ore 14:30 CEST | Lions Bergamo | 20 – 0 | Hogs Reggio Emilia | Stadio Comunale, via Stezzano 33 |

| Ancona 1º aprile 2012, ore 15:30 CEST | Dolphins Ancona | 27 – 38 | Panthers Parma | Stadio Giuliani, via Esino |

| Ostia Lido 1º aprile 2012, ore 16:00 CEST | Marines Lazio | 30 – 36 | Daemons Martesana | Stadio P. Giannattasio, via Mar Arabico |

#### 6ª giornata
| Scandiano 14 aprile 2012, ore 15:30 CEST | Hogs Reggio Emilia | 47 – 50 | Seamen Milano | Stadio Andrea Torelli, via Togliatti |

| Milano 14 aprile 2012, ore 18:00 CEST | Rhinos Milano | 12 – 6 | Lions Bergamo | Velodromo Maspes-Vigorelli, via Arona 19 |

| Bologna 14 aprile 2012, ore 21:00 CEST | Doves Bologna | 12 – 34 | Warriors Bologna | Centro sportivo "Giorgio Bernardi" |

| Cernusco sul Naviglio 14 aprile 2012, ore 21:00 CEST | Daemons Martesana | 33 – 34 | Dolphins Ancona | Stadio Gaetano Scirea, via Buonarroti |

| Catania 15 aprile 2012, ore 14:00 CEST | Elephants Catania | 20 – 17 | Panthers Parma | C.S. CUS Catania, via Santa Sofia |

| Ostia Lido 15 aprile 2012, ore 16:00 CEST | Marines Lazio | 0 – 28 | Giants Bolzano | Stadio P. Giannattasio, via Mar Arabico |

#### 7ª giornata
| Milano 21 aprile 2012, ore 18:00 CEST | Seamen Milano | 12 – 7 | Marines Lazio | Joe Avezzano Stadium, via Arona 19 |

| Bologna 21 aprile 2012, ore 21:00 CEST | Warriors Bologna | 28 – 20 | Rhinos Milano | Alfheim Field – Centro sportivo "Giorgio Bernardi" |

| Bolzano 22 aprile 2012, ore 14:00 CEST | Giants Bolzano | 33 – 41 | Elephants Catania | Stadio Europa, via Resia 1 |

| Azzano San Paolo 22 aprile 2012, ore 14:30 CEST | Lions Bergamo | 21 – 34 | Daemons Martesana | Stadio Comunale, via Stezzano 33 |

| Parma 22 aprile 2012, ore 15:00 CEST | Panthers Parma | 55 – 12 | Doves Bologna | Stadio XXV Aprile |

| Ancona 22 aprile 2012, ore 15:30 CEST | Dolphins Ancona | 38 – 35 | Hogs Reggio Emilia | Stadio Giuliani, via Esino |

#### 8ª giornata
| Scandiano 28 aprile 2012, ore 13:30 CEST | Hogs Reggio Emilia | 28 – 35 | Elephants Catania | Stadio Andrea Torelli, via Togliatti |

| Milano 28 aprile 2012, ore 18:00 CEST | Rhinos Milano | 49 – 30 | Doves Bologna | Velodromo Maspes-Vigorelli, via Arona 19 |

| Bologna 28 aprile 2012, ore 21:00 CEST | Warriors Bologna | 34 – 28 | Lions Bergamo | Alfheim Field – Centro sportivo "Giorgio Bernardi" |

| Cernusco sul Naviglio 28 aprile 2012, ore 21:30 CEST | Daemons Martesana | 0 – 21 | Panthers Parma | Stadio Gaetano Scirea, via Buonarroti |

| Bolzano 29 aprile 2012, ore 15:00 CEST | Giants Bolzano | 47 – 20 | Seamen Milano | Stadio Europa, via Resia 1 |

| Ostia Lido 29 aprile 2012, ore 16:00 CEST | Marines Lazio | 21 – 42 | Dolphins Ancona | Stadio P. Giannattasio, via Mar Arabico |

#### 9ª giornata
| Scandiano 5 maggio 2012, ore 20:30 CEST | Hogs Reggio Emilia | 23 – 21 | Marines Lazio | Stadio Andrea Torelli, via Togliatti |

#### 10ª giornata
| Scandiano 12 maggio 2012, ore 16:30 CEST | Hogs Reggio Emilia | 33 – 20 | Daemons Martesana | Stadio Andrea Torelli, via Togliatti |

| Milano 12 maggio 2012, ore 18:00 CEST | Rhinos Milano | 21 – 44 | Panthers Parma | Velodromo Maspes-Vigorelli |

| Bologna 12 maggio 2012, ore 21:00 CEST | Doves Bologna | 32 – 39 | Marines Lazio | Centro sportivo "Giorgio Bernardi" |

| Catania 13 maggio 2012, ore 14:00 CEST | Elephants Catania | 65 – 41 | Warriors Bologna | C.S. CUS Catania, via Santa Sofia |

| Azzano San Paolo 13 maggio 2012, ore 15:00 CEST | Lions Bergamo | 20 – 35 | Seamen Milano | Stadio Comunale, via Stezzano 33 |

| Ancona 13 maggio 2012, ore 15:30 CEST | Dolphins Ancona | 31 – 33 | Giants Bolzano | Stadio Giuliani, via Esino |

#### 11ª giornata
| Milano 19 maggio 2012, ore 18:00 CEST | Seamen Milano | 44 – 12 | Doves Bologna | Joe Avezzano Stadium, via Arona 19 |

| Scandiano 19 maggio 2012, ore 20:30 CEST | Hogs Reggio Emilia | 9 – 26 | Giants Bolzano | Stadio Andrea Torelli, via Togliatti |

| Cernusco sul Naviglio 19 maggio 2012, ore 21:00 CEST | Daemons Martesana | 23 – 28 | Rhinos Milano | Stadio Gaetano Scirea, via Buonarroti |

| Bologna 19 maggio 2012, ore 21:00 CEST | Warriors Bologna | 83 – 68 | Dolphins Ancona | Alfheim Field – Centro sportivo "Giorgio Bernardi" |

| Parma 20 maggio 2012, ore 15:00 CEST | Panthers Parma | 61 – 26 | Lions Bergamo | Stadio XXV Aprile |

| Ostia Lido 20 maggio 2012, ore 15:00 CEST | Marines Lazio | 42 – 57 | Elephants Catania | Stadio P. Giannattasio, via Mar Arabico |

#### 12ª giornata
| Milano 26 maggio 2012, ore 18:00 CEST | Seamen Milano | 12 – 23 | Daemons Martesana | Joe Avezzano Stadium, via Arona 19 |

| Bologna 26 maggio 2012, ore 21:00 CEST | Doves Bologna | 14 – 48 | Giants Bolzano | Centro sportivo "Giorgio Bernardi" |

| Catania 27 maggio 2012, ore 14:00 CEST | Elephants Catania | 42 – 27 | Lions Bergamo | C.S. CUS Catania, via Santa Sofia |

| Milano 27 maggio 2012, ore 16:00 CEST | Rhinos Milano | 62 – 49 | Dolphins Ancona | Velodromo Maspes-Vigorelli, via Arona 19 |

#### 13ª giornata
| Ancona 2 giugno 2012, ore 17:30 CEST | Dolphins Ancona | 33 – 21 | Seamen Milano | Stadio Giuliani, via Esino |

| Bolzano 2 giugno 2012, ore 20:00 CEST | Giants Bolzano | 49 – 32 | Daemons Martesana | Stadio Europa, via Resia 1 |

| Bologna 2 giugno 2012, ore 21:00 CEST | Warriors Bologna | 42 – 36 | Marines Lazio | Alfheim Field – Centro sportivo "Giorgio Bernardi" |

| Catania 3 giugno 2012, ore 14:00 CEST | Elephants Catania | 14 – 41 | Rhinos Milano | C.S. CUS Catania, via Santa Sofia |

| Parma 3 giugno 2012, ore 15:00 CEST | Panthers Parma | 75 – 28 | Hogs Reggio Emilia | Stadio XXV Aprile |

| Azzano San Paolo 3 giugno 2012, ore 16:00 CEST | Lions Bergamo | 56 – 20 | Doves Bologna | Stadio Comunale, via Stezzano 33 |

### Classifica
La classifica della regular season è la seguente:
- PCT = percentuale di vittorie, G = partite giocate, V = partite vinte, P = partite perse, PF = punti fatti, PS = punti subiti
- La qualificazione diretta alle semifinali è indicata in verde
  - La qualificazione al turno di wild card è indicata in giallo

| Pos. | Squadra            | PCT  | G  | V | P  | PF  | PS  |
| ---- | ------------------ | ---- | -- | - | -- | --- | --- |
| 1    | Elephants Catania  | .818 | 11 | 9 | 2  | 452 | 339 |
| 2    | Panthers Parma     | .818 | 11 | 9 | 2  | 426 | 200 |
| 3    | Warriors Bologna   | .818 | 11 | 9 | 2  | 418 | 349 |
| 4    | Rhinos Milano      | .727 | 11 | 8 | 3  | 347 | 281 |
| 5    | Giants Bolzano     | .727 | 11 | 8 | 3  | 338 | 223 |
| 6    | Dolphins Ancona    | .636 | 11 | 7 | 4  | 435 | 395 |
| 7    | Hogs Reggio Emilia | .364 | 11 | 4 | 7  | 307 | 353 |
| 8    | Daemons Martesana  | .364 | 11 | 4 | 7  | 291 | 320 |
| 9    | Seamen Milano      | .364 | 11 | 4 | 7  | 302 | 366 |
| 10   | Lions Bergamo      | .273 | 11 | 3 | 8  | 294 | 328 |
| 11   | Marines Lazio      | .091 | 11 | 1 | 10 | 251 | 388 |
| 12   | Doves Bologna      | .000 | 11 | 0 | 11 | 180 | 540 |

Nota Bene = tutti a inizio anno parlavano di retrocessione dell'ultima squadra di quest'anno, ma non c'è stata nessuna delibera e nessuna dichiarazione da parte del comitato responsabile dei CONI e della IFL, quindi gli ultimi, in questo caso i Doves Bologna rimangono in IFL 2013.

## Playoff
|  | Wild card | Wild card        | Wild card      |                  |                   | Semifinali        | Semifinali        | Semifinali |  |  | XXXII Italian Superbowl | XXXII Italian Superbowl | XXXII Italian Superbowl |  |
|  |           |                  |                |                  |                   |                   |                   |            |  |  |                         |                         |                         |  |
|  |           |                  |                |                  |                   | 1                 | Elephants Catania | 30         |  |  |                         |                         |                         |  |
|  |           |                  |                |                  |                   | 1                 | Elephants Catania | 30         |  |  |                         |                         |                         |  |
|  |           |                  |                | Giants Bolzano   | 27                |                   |                   |            |  |  |                         |                         |                         |  |
|  | 4         | Rhinos Milano    | 7              | Giants Bolzano   | 27                |                   |                   |            |  |  |                         |                         |                         |  |
|  | 4         | Rhinos Milano    | 7              |                  |                   |                   |                   |            |  |  |                         |                         |                         |  |
|  | 5         | Giants Bolzano   | 21             |                  |                   |                   |                   |            |  |  |                         |                         |                         |  |
|  | 5         | Giants Bolzano   | 21             |                  | Elephants Catania | Elephants Catania | 43                |            |  |  |                         |                         |                         |  |
|  |           |                  |                |                  |                   |                   |                   |            |  |  |                         |                         |                         |  |
|  |           |                  | Panthers Parma | Panthers Parma   | 61                |                   |                   |            |  |  |                         |                         |                         |  |
|  |           |                  |                | Panthers Parma   | 61                |                   |                   |            |  |  |                         |                         |                         |  |
|  |           |                  |                |                  |                   |                   |                   |            |  |  |                         |                         |                         |  |
|  |           |                  |                |                  |                   |                   |                   |            |  |  |                         |                         |                         |  |
|  |           | 2                | Panthers Parma | 42               |                   |                   |                   |            |  |  |                         |                         |                         |  |
|  |           |                  |                | 42               |                   |                   |                   |            |  |  |                         |                         |                         |  |
|  |           |                  |                | Warriors Bologna | 20                |                   |                   |            |  |  |                         |                         |                         |  |
|  | 3         | Warriors Bologna | 41             | Warriors Bologna | 20                |                   |                   |            |  |  |                         |                         |                         |  |
|  | 3         | Warriors Bologna | 41             |                  |                   |                   |                   |            |  |  |                         |                         |                         |  |
|  | 6         | Dolphins Ancona  | 34             |                  |                   |                   |                   |            |  |  |                         |                         |                         |  |

### Wild Card
| Bologna 9 giugno 2012, ore 20:30 CEST | Warriors Bologna | 41 – 34 | Dolphins Ancona | Alfheim Field |

| Milano 10 giugno 2012, ore 20:30 CEST | Rhinos Milano | 7 – 21 | Giants Bolzano | Velodromo Maspes-Vigorelli |

### Semifinali
| Catania 23 giugno 2012, ore 20:30 CEST | Elephants Catania | 30 – 27 | Giants Bolzano | Stadio Santa Maria Goretti |

| Parma 24 giugno 2012, ore 20:30 CEST | Panthers Parma | 42 – 20 | Warriors Bologna | Stadio XXV Aprile |

### XXXII Italian Superbowl
| Varese 7 luglio 2012, ore 20:30 CEST | Panthers Parma | 61 – 43 | Elephants Catania | Stadio Franco Ossola |

## XXXII Italian Superbowl
La partita finale, chiamata XXXII Italian Superbowl si è giocata il 7 luglio 2012 a Varese.